# Xanthorhoe costimacula
Xanthorhoe costimacula är en fjärilsart som beskrevs av Edward Alfred Cockayne 1953. Xanthorhoe costimacula ingår i släktet Xanthorhoe och familjen mätare. Inga underarter finns listade i Catalogue of Life.